# Privatbrauerei Josef Lang
Die Privatbrauerei Josef Lang (auch Jandelsbrunner) ist eine Bierbrauerei im niederbayerischen Jandelsbrunn, einer Gemeinde im Landkreis Freyung-Grafenau. Die Brauerei hatte 2008 eine Jahresproduktion von 14.000 Hektolitern, zu ihr gehört auch ein Museum.

## Geschichte
1708 wurde die Brauerei von Graf Salburg zu Ranariedl erbaut; der Fürstbischof Passaus, Leopold Ernst Graf von Firmian kaufte sie 1765, 1802 ging sie an das Kurfürstentum Passau, anschließend zurück an das Bistum Passau und schließlich durch Säkularisation an den Freistaat Bayern.
1810 erstand der Braumeister Josef Lang die Brauerei. Seitdem befindet sie sich in Familienbesitz. Nachdem ein Brand sie 1929 komplett zerstörte, wurde die Brauerei neu aufgebaut. In den Folgejahren wurden immer wieder Erweiterungen und Erneuerungen durchgeführt.

## Brauverfahren
Für alle Getränke wird Trinkwasser aus eigenen Quellen genutzt. Verwendet werden außerdem Malz aus bayerischer Gerste und Weizen sowie Hopfen aus den Anbaugebieten Hallertau und Tettnang und brauereieigene Reinzuchthefe.

## Produkte
Die Produktpalette umfasst die Biersorten Jandelsbrunner Hell. Jandelsbrunner Pils, Jandelsbrunner Weisse, Jandelsbrunner Ur-Weizen, Jandelsbrunner Leichte Weisse, Jandelsbrunner Dunkel, Jandelsbrunner Festbier, Jandelsbrunner Radler, Jandelsbrunner Pils und Jandelsbrunner Doppelbock.
Daneben werden unter dem Markennamen JOLA die alkoholfreie Getränke Cola-Mix, Cola, Zitrone, Brause Zitrone, Orange, Orange Light, Apfelschorle, Orangensaft, Apfelsaft, ACE und Tafelwasser produziert.
Abgefüllt wird sowohl in Kronkorkenflaschen, Schraubverschlussflaschen und Fässern.

## Museum
Zur Brauerei gehört auch ein Museum, durch das in geraden Kalenderwochen jeweils dienstags um 10:00 Uhr Führungen stattfinden.